# Beaurains
Beaurains és un municipi francès situat al departament del Pas de Calais i a la regió dels Alts de França. L'any 2007 tenia 5.066 habitants.

## Demografia

### Població
El 2007 la població de fet de Beaurains era de 5.066 persones. Hi havia 1.945 famílies de les quals 442 eren unipersonals (171 homes vivint sols i 271 dones vivint soles), 599 parelles sense fills, 737 parelles amb fills i 167 famílies monoparentals amb fills.
La població ha evolucionat segons el següent gràfic:
Habitants censats

### Habitatges
El 2007 hi havia 2.070 habitatges, 1.992 eren l'habitatge principal de la família, 3 eren segones residències i 75 estaven desocupats. 1.750 eren cases i 316 eren apartaments. Dels 1.992 habitatges principals, 1.358 estaven ocupats pels seus propietaris, 609 estaven llogats i ocupats pels llogaters i 25 estaven cedits a títol gratuït; 22 tenien una cambra, 94 en tenien dues, 200 en tenien tres, 519 en tenien quatre i 1.157 en tenien cinc o més. 1.693 habitatges disposaven pel capbaix d'una plaça de pàrquing. A 1.000 habitatges hi havia un automòbil i a 736 n'hi havia dos o més.

### Piràmide de població
La piràmide de població per edats i sexe el 2009 era:
| Homes | Edats   | Dones |
| ----- | ------- | ----- |
| 4     | 95 o +  | 0     |
| 0     | 90 a 94 | 8     |
| 20    | 85 a 89 | 24    |
| 24    | 80 a 84 | 36    |
| 60    | 75 a 79 | 92    |
| 60    | 70 a 74 | 116   |
| 92    | 65 a 69 | 96    |
| 100   | 60 a 64 | 108   |
| 116   | 55 a 59 | 124   |
| 140   | 50 a 54 | 168   |
| 188   | 45 a 49 | 156   |
| 180   | 40 a 44 | 212   |
| 236   | 35 a 39 | 212   |
| 156   | 30 a 34 | 144   |
| 160   | 25 a 29 | 128   |
| 100   | 20 a 24 | 96    |
| 240   | 15 a 19 | 136   |
| 224   | 10 a 14 | 176   |
| 200   | 5 a 9   | 176   |
| 104   | 0 a 4   | 120   |

## Economia
El 2007 la població en edat de treballar era de 3.362 persones, 2.392 eren actives i 970 eren inactives. De les 2.392 persones actives 2.112 estaven ocupades (1.124 homes i 988 dones) i 280 estaven aturades (126 homes i 154 dones). De les 970 persones inactives 311 estaven jubilades, 349 estaven estudiant i 310 estaven classificades com a «altres inactius».

### Ingressos
El 2009 a Beaurains hi havia 1.954 unitats fiscals que integraven 4.894 persones, la mediana anual d'ingressos fiscals per persona era de 17.992 €.

### Activitats econòmiques
Dels 180 establiments que hi havia el 2007, 1 era d'una empresa extractiva, 3 d'empreses alimentàries, 1 d'una empresa de fabricació de material elèctric, 1 d'una empresa de fabricació d'elements pel transport, 10 d'empreses de fabricació d'altres productes industrials, 28 d'empreses de construcció, 41 d'empreses de comerç i reparació d'automòbils, 11 d'empreses de transport, 6 d'empreses d'hostatgeria i restauració, 2 d'empreses d'informació i comunicació, 7 d'empreses financeres, 6 d'empreses immobiliàries, 16 d'empreses de serveis, 31 d'entitats de l'administració pública i 16 d'empreses classificades com a «altres activitats de serveis».
Dels 45 establiments de servei als particulars que hi havia el 2009, 1 era una oficina del servei públic d'ocupació, 1 oficina de correu, 1 una oficina bancària, 6 tallers de reparació d'automòbils i de material agrícola, 1 autoescola, 1 paleta, 3 guixaires pintors, 7 fusteries, 6 lampisteries, 3 electricistes, 3 empreses de construcció, 6 perruqueries, 1 veterinari, 4 restaurants i 1 agència immobiliària.
Dels 8 establiments comercials que hi havia el 2009, 1 era un supermercat, 1 una gran superfície de material de bricolatge, 3 fleques, 2 botigues de roba i 1 una joieria.
L'any 2000 a Beaurains hi havia 4 explotacions agrícoles.

## Equipaments sanitaris i escolars
Els 2 equipaments sanitaris que hi havia el 2009 eren farmàcies.
El 2009 hi havia 1 escola maternal i 3 escoles elementals.

## Poblacions més properes
El següent diagrama mostra les poblacions més properes.